# Alchemilla hendrickxii
Alchemilla hendrickxii é uma espécie de rosácea do gênero Alchemilla, pertencente à família Rosaceae.